# Pallavolo ai XXII Giochi centramericani e caraibici
La pallavolo ai XXII Giochi centramericani e caraibici si è disputata durante la XXII edizione dei Giochi centramericani e caraibici, che si è svolta a Veracruz, in Messico, nel 2014.

## Podi
| Evento                         | Oro             | Argento    | Bronzo |
| Pallavolo maschile (dettagli)  | Rep. Dominicana | Porto Rico | Cuba   |
| Pallavolo femminile (dettagli) | Rep. Dominicana | Porto Rico | Cuba   |